# Denis Karjagin
Denis Karjagin (in bulgaro Денис Карягин?; Burgas, 28 settembre 2002) è un pallavolista bulgaro, schiacciatore dello ZAKSA.

## Palmarès

### Club
- Campionato bulgaro: 2

2018-19, 2019-20
- Coppa di Bulgaria: 1

2020-21
- Coppa CEV: 1

2021-22